# والری لوزیک
والری لوزیک (انگلیسی: Valeriy Lozik؛ زادهٔ ۲۷ دسامبر ۱۹۶۷) ورزشکار ورزش شنا اهل اتحاد جماهیر شوروی سوسیالیستی است.